# Yamada Nagamasa

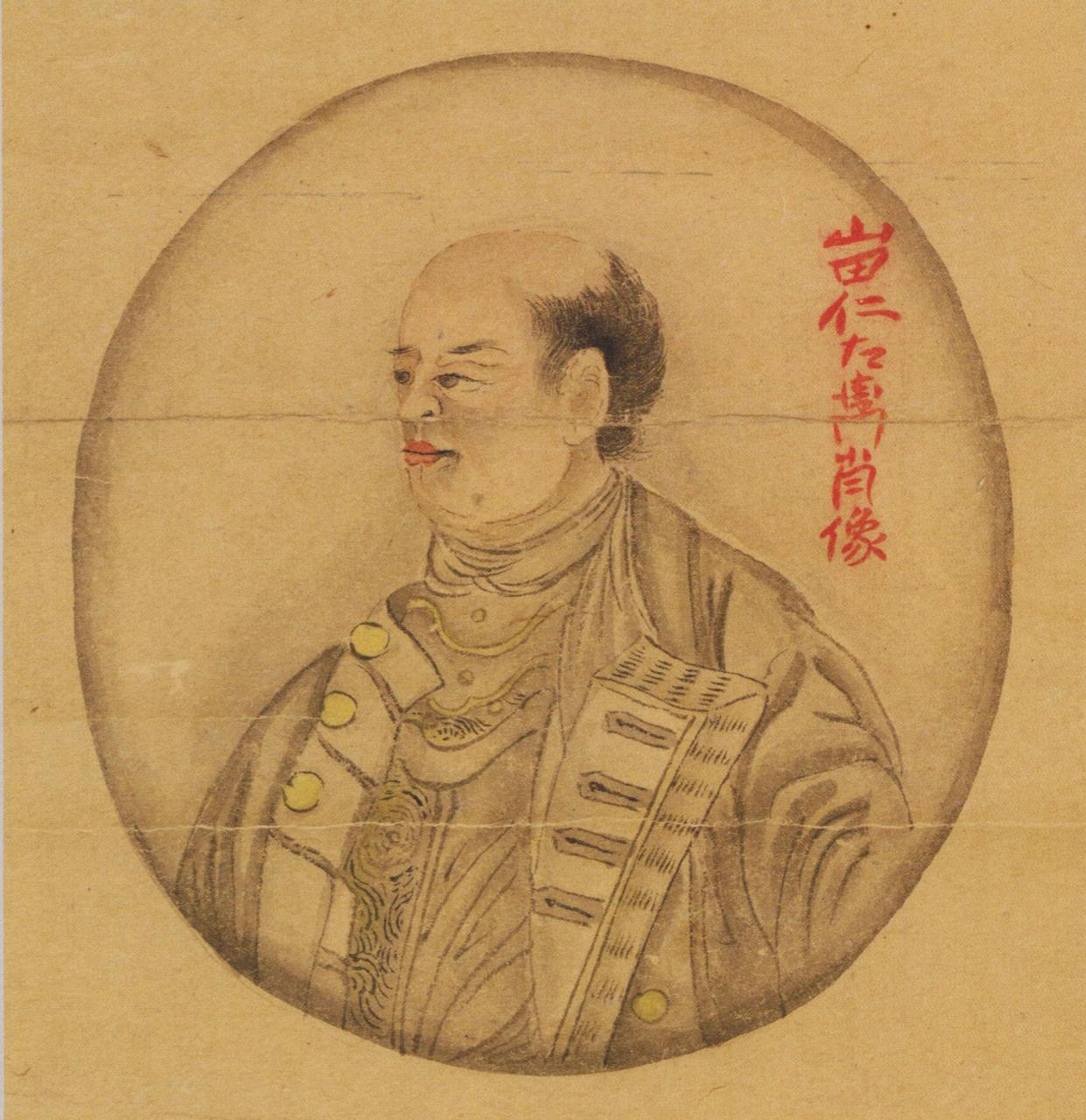
Porträt des Yamada Nagamasa ca. 1630.

Yamada Nagamasa (japanisch 山田 長政 Yamada Nagamasa, * 1590 in Numazu; † 1630) war ein japanischer Abenteurer, der in Siam (Thailand) zu Beginn des 17. Jahrhunderts beträchtlichen Einfluss erlangte und Herrscher der Provinz Nakhon Si Thammarat in Südthailand war. Er soll der Bannerträger des Herrschers von Numazu gewesen sein. Er wurde zur Zeit der Rotsiegel-Schiffe in die Handelsaktivitäten mit Südostasien einbezogen und siedelte sich ab etwa 1612 im Königreich Ayutthaya (heute Thailand) an.

## Japanische Besiedlung in Ayutthaya

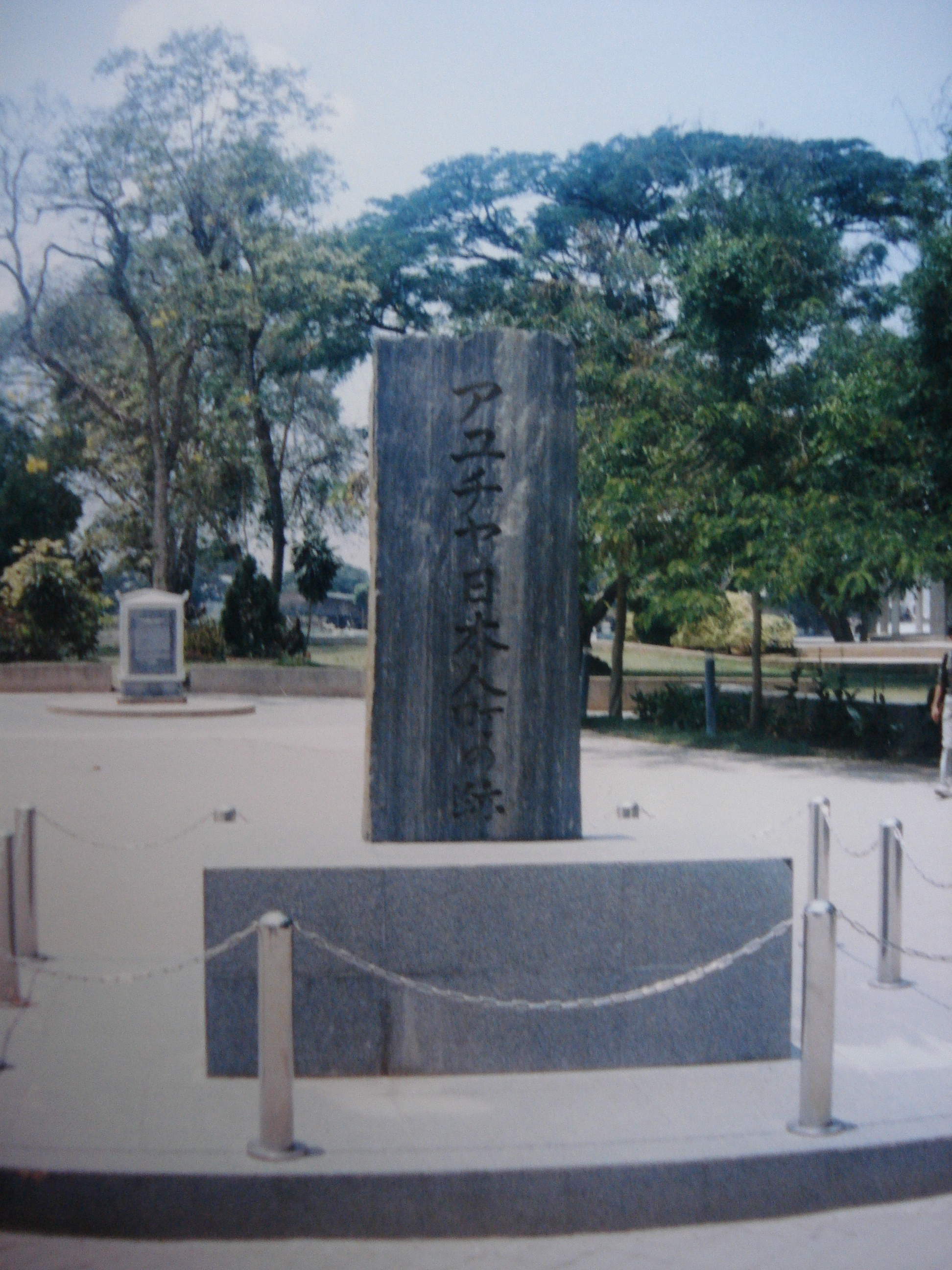
Stele an der Stelle des historischen Dorfes

Yamada Nagamasa lebte im japanischen Viertel der Stadt Ayutthaya, der Heimat weiterer 1500 Japaner (einige Schätzungen gehen sogar von 7000 aus).
Der Gemeinschaft wurde eine Art Enklave außerhalb der Stadt zugestanden, welche in Thai „Ban Yipun“ genannt wurde. Hier konnten sie sich unter der Leitung von einem durch die thailändischen Behörden ernannten japanischen Oberhaupt niederlassen. Die Grundmauern des „Muban Yipun“ (thailändisch หมู่บ้าน ญี่ปุ่น; Muban – etwa: Dorfgemeinschaft, Yipun – japanisch) sind noch heute am östlichen Ufer des Mae Nam Chao Phraya (Chao-Phraya-Fluss), südlich des buddhistischen Tempels Wat Phanan Choeng zu sehen. Die Japaner selbst nannten ihren Ort „Nihonmachi“ (Japan-Stadt).
Die Gemeinschaft scheint eine Kombination von Händlern, christlichen Konvertiten, die nach der Verfolgung durch Toyotomi Hideyoshi und Tokugawa Ieyasu aus Japan geflohen waren und arbeitslosen früheren Samurai (Rōnin), die auf der Verliererseite der Schlacht von Sekigahara gestanden hatten, gewesen zu sein.

„Von den Jahren der Ära Gen'na (1615–1624) über die Jahre von Kan'ei (1624–1644), gingen die Ronin oder Krieger, die ihre Herren nach den Niederlagen in der Schlacht von Osaka (1614–1615) oder früher in der Schlacht von Sekigahara (1600), wie auch die besiegten Christen des Shimabara-Aufstandes in großer Zahl nach Siam, um sich dort anzusiedeln“

Die christliche Gemeinde scheint in die Hunderte gegangen zu sein, wie von Pater Antonio Francisco Cardim beschrieben. Dieser berichtet, dass er 1627 in Ayuthara etwa 400 japanischen Christen die Sakramente gespendet habe.
Die Kolonie war im Handel aktiv beteiligt, besonders im Export von Hirschhäuten und Sappanholz nach Japan im Austausch gegen japanisches Silber und japanische Artikel des Handwerks (Schwerter, lackierte Kästen, hochwertiges Papier). Sie stellten das Handelsmonopol der Niederländischen Ostindien-Kompanie (VOC) in Frage, da ihre starke Stellung beim König es ihnen erlaubte, mindestens 50 Prozent der Gesamtproduktion zu kaufen und den anderen Händlern nur kleinere Mengen geringerwertiger Qualitäten zu überlassen.

## Militärische Rolle und Herrschaft

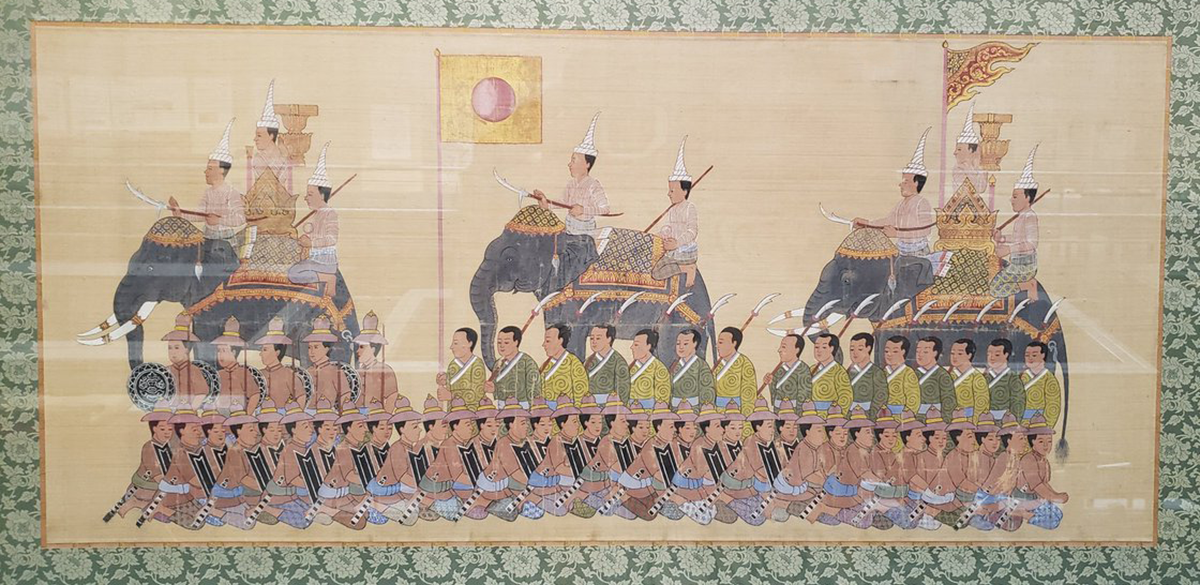
Die Armee von Yamada Nagamasa in Thailand.

Die japanische Kolonie wurde wegen ihrer militärischen Expertise hoch geschätzt, und vom Thai-König unter einer „Abteilung der japanischen Freiwilligen“ (Krom Asa Yipun) organisiert. Im Zeitraum von 15 Jahren stieg Yamada Nagamasa vom niedrigen thailändischen Adelsrang eines khun zum hohen Rang eines Okya auf. Sein Titel war Okya Senaphimuk. Er wurde zum Oberhaupt der japanischen Kolonie und in dieser Position unterstützte er die Feldzüge des Königs Songtham – an der Spitze einer japanischen Armee unter japanischer Flagge. Er kämpfte erfolgreich und wurde schließlich 1630 zum Herrn über Ligor (heute Nakhon Si Thammarat) auf der südlichen Halbinsel und über 300 Samurai ernannt.

## Reisen zwischen Siam und Japan

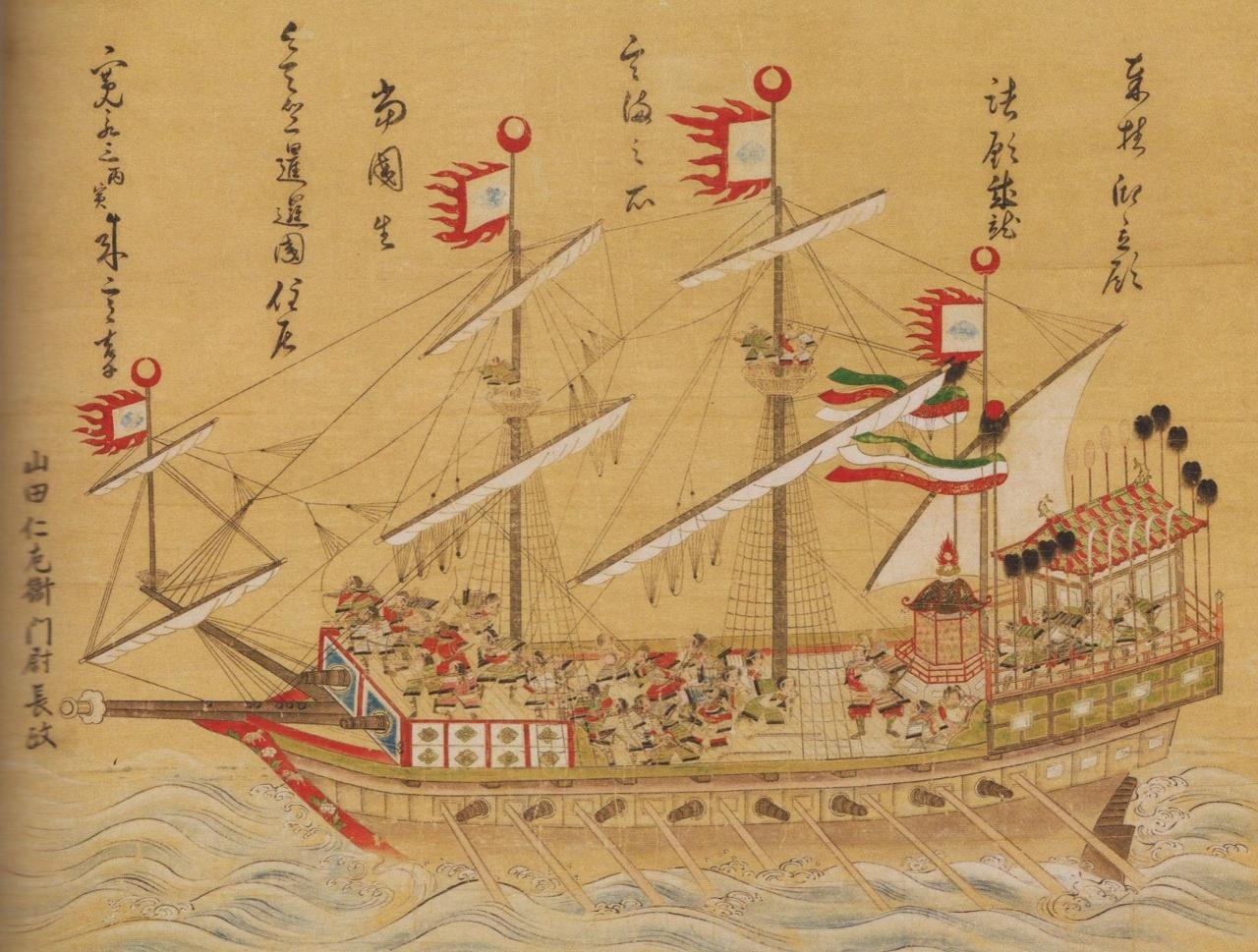
Yamada Nagasamas Kampfschiff, Gemälde aus dem 17. Jahrhundert

Nach zwölf weiteren Jahren in Siam reiste Yamada Nagamasa 1624 an Bord eines seiner Schiffe nach Japan, wo er in Nagasaki eine Ladung siamesischer Hirschhäute verkaufte. Er blieb drei Jahre in Japan und versuchte, eine Rotsiegel-Lizenz zu erlangen. Er verließ Japan 1627 mit dem einfachen Status eines ausländischen Schiffes.
1626 spendete Nagamasa das Bild eines seiner Kampfschiffe einem Tempel seiner Heimatstadt Shizuoka. Das Gemälde ging bei einem Brand verloren, eine Kopie existiert jedoch bis heute (siehe rechts). Es ist ein Schiff mit westlicher Takelage, 18 Kanonen und Seglern in Samurai-Ausrüstung dargestellt. 1627 kehrte Yamada wieder nach Japan zurück.
1628 wurde eines seiner Schiffe mit einer Ladung Reis von Ayutthaya nach Malakka von einem holländischen Kriegsschiff, das den Hafen blockierte, arretiert. Das Schiff wurde jedoch sofort wieder freigelassen, als sein Eigentümer bekannt wurde. Die Holländer wussten, dass der König von Siam Yamada in großer Achtung hielt und man wünschte keinen diplomatischen Konflikt. Yamada wurde von den Holländern auch als Lieferant von Hirschhäuten geschätzt, und sie luden ihn zur Verstärkung des Handels mit Batavia ein.
1629 besuchte Yamada Nagamasa Japan mit einer Gesandtschaft des Thai-Königs Songtham. Er reiste bald darauf nach Siam zurück und wurde hier in einen Erbfolgekrieg nach dem Tod von König Songtham verwickelt. Er wurde 1630 im Kampf verwundet und starb anscheinend an einer Vergiftung durch diese Wunde.

## Ende der Beziehungen zwischen Siam und Japan
Nach Yamadas Tod schickte der Usurpator und neue Herrscher von Siam, Prasat Thong (1630–1655), eine Armee von 4000 Soldaten, um die japanische Siedlung in Ayutthaya zu zerstören, aber vielen Japanern gelang die Flucht nach Kambodscha. Drei Jahre später waren Rückkehrer aus Indochina in der Lage, die japanische Siedlung in Ayutthaya mit 300 bis 400 Japanern neu zu errichten. Von 1634 an verweigerte der Shogun, nachdem er über diese Sachverhalte informiert war – die er als Angriff auf seine Autorität ansah – weitere Lizenzen für Rotsiegel-Schiffe für Reisen nach Siam.
Der an einer Wiederaufnahme der Handelsbeziehungen interessierte König von Siam schickte 1636 ein Handelsschiff und eine Gesandtschaft nach Japan. Die Gesandten wurden jedoch vom Shogun zurückgewiesen, wodurch es zu einem Ende der direkten Beziehungen zwischen Japan und Siam kam. Japan begann sich in dieser Zeit auch sonst zunehmend nach außen abzuschließen, was in der Zeit des „Geschlossenen Landes“ (Sakoku) resultierte. Die Holländer übernahmen von nun an den lukrativen Handel zwischen Siam und Japan.
Nagamasa ist heute in seiner Heimatstadt im Gebiet von Otani begraben. Die Reste des japanischen Viertels in Ayutthuya sind noch heute für Besucher sichtbar, ebenso eine Statue von Yamada in siamesischer Militäruniform.